# موشه آرنس
موشه آرنس (عبری: משה ארנס‎) (زاده ۲۷ دسامبر ۱۹۲۵ – درگذشته ۷ ژانویه ۲۰۱۹) مهندس مکانیک پرواز و پژوهشگر و دیپلمات و سیاستمدار سابق اهل اسرائیل بود. وی بین سال‌های ۱۹۷۳ تا ۱۹۹۲ و ۱۹۹۹ تا ۲۰۰۳ عضو کنیست بود. آرنس سه مرتبه پست وزارت دفاع و یک بار نیز به پست وزارت امور خارجه اسرائیل را بر عهده داشته‌است. موشه آرنس در ۷ ژانویه ۲۰۱۹، در سن ۹۳ سالگی درگذشت.